# GHS防范说明
防范说明是全球化学品统一分类和标签制度（GHS）的一部分。它们旨在形成一套标准化的短语，提供有关正确处理化学物质和混合物的建议，这些建议可以翻译成不同的语言。 因此，它们与众所周知的S-短语具有相同的目的，并旨在取代S-短语。 
防范说明是全球统一制度下容器标签的关键要素之一，同时还有： 
- 产品的标识；
- 一个或多个危险象形图 （ 必要时 ）
- 提示词 - 危险或警告 - 必要时
- 危险说明 ，表明产品所带来的风险的性质和程度
- 供应商的身份（可能是制造商或进口商）

每个防范说明都指定一个代码，以字母P开头，后跟三位数字。 与相关危险相对应的语句按代码编号组合在一起，因此编号不是连续的。该代码用于参考目的，例如帮助翻译，但实际短语 应出现在标签和安全数据表上。一些预防性短语是组合，用加号“+”表示。在某些情况下，可以选择措辞，例如“避免吸入粉尘/烟/气体/烟雾/蒸汽/喷雾”：供应商或监管机构应为相关产品选择适当的措辞。 

## 一般防范说明
- P101 ：如需医嘱，请将产品容器或标签备放在手边。
- P102 ：放在儿童伸手不及之处。
- P103 ：使用前请读标签。

## 预防防范说明
- P201 ：在使用前获取特别指示。
- P202 ：在读懂所有安全防范措施之前切勿搬动。
- P210 ：远离热源/火花/明火/热表面——禁止吸烟。 [由IV ATP修改[5] ]
- P211 ：切勿泼洒在明火或其他点火源上。
- P220 ：保持远离/贮存处远离衣物/……/可燃材料 [由IV ATP修改]
- P221 ：采取一切防范措施避免与可燃物混合
- P222 ：不得与空气接触。
- P223 ：避免任何与水接触的可能 。[由IV ATP修改]
- P230 ：用......保持湿润。
- P231 ：在惰性气体中操作。
- P232 ：防潮。
- P233 ：保持容器密闭。
- P234 ：只能在原容器中存放。
- P235 ：保持低温。
- P240 ：容器和接收设备接地/等势联接。
- P241 ：使用防爆的电气/通风/照明/ ...... /设备。
- P242 ：只能使用不产生火花的工具。
- P243 ：采取防止静电放电的措施。
- P244 ：减压阀不得带有油脂或油剂。 [由IV ATP修改]
- P250 ：不得研磨/冲击/……/摩擦。
- P251 ：压力容器：切勿穿孔或焚烧，即使不再使用 [由IV ATP修改]
- P260 ：不要吸入粉尘/烟/气体/烟雾/蒸气/喷雾。
- P261 ：避免吸入粉尘/烟/气体/烟雾/蒸气/喷雾。 [由IV ATP修改]
- P262 ：严防进入眼中、接触皮肤或衣服
- P263 ：怀孕/哺乳期间避免接触。
- P264 ：作业后彻底清洗...... [ ... （ 待指定 ）]。
- P270 ：使用本产品时不要进食、饮水或吸烟。
- P271 ：只能在室外或通风良好处使用。
- P272 ：受沾染的工作服不得带出工作场地。
- P273 ：避免释放到环境中。
- P280 ：戴防護手套/防护面具/防护眼罩/面罩。 [由IV ATP修改]
- P281 ：[由IV ATP删除]
- P282 ：戴防護手套/面罩/护目镜。
- P283 ：穿防火/阻燃服装。
- P284 ：[如果通风不足]佩戴呼吸防护装置。 [由IV ATP修改]
- P285 ：[由IV ATP删除]
- P231+232 ：在惰性气体中操作。 防潮。
- P235+410 ：保持阴凉。 避免阳光照射。

## 回应防范说明
- P301: 如误吞咽:
- P302: 如皮肤沾染:
- P303: 如皮肤（或毛发）沾染:
- P304: 如误吸入:
- P305: 如误入眼:
- P306: 如果衣物沾染:
- P307: [由IV ATP删除]
- P308: 如接触到或有疑虑：
- P309: [由IV ATP删除]
- P310: 立即呼叫解毒中心/医生/…… [由IV ATP修改]
- P311: 呼叫解毒中心/医生/…… [由IV ATP修改]
- P312: 如感觉不适，呼叫解毒中心/医生/……[由IV ATP修改]
- P313: 求医/就诊。
- P314: 如感觉不适，须求医/就诊。
- P315: 立即求医/就诊。
- P320: 紧急具体治疗（见本标签上的……）。
- P321: 具体治疗（见本标签上的……）。
- P322: [由IV ATP删除]
- P330: 漱口。
- P331:不得诱导呕吐。
- P332: 如发生皮肤刺激：
- P333: 如发生皮肤刺激或皮疹：
- P334: 浸入冷水中/用湿绷带包扎。
- P335: 掸掉皮肤上的细小颗粒。
- P336:用微温水化解冻伤部位，不要搓擦患处。
- P337: 如仍觉眼刺激：
- P338: 如戴隐形眼镜并可方便地取出，取出隐形眼镜再继续冲洗。
- P340: 将伤者转移到空气新鲜处，保持呼吸舒适的休息姿势。
- P341: [由IV ATP删除]
- P342: 如有呼吸系统病症：
- P350: [由IV ATP删除]
- P351: 用水小心冲洗几分钟
- P352: 用大量水/……清洗[由IV ATP修改]
- P353:用水清洗皮肤/淋浴
- P360: 立即用大量清水冲洗沾染的衣服和皮肤，然后脱掉衣服。
- P361: 立即脱掉所有沾染的衣服。 [由IV ATP修改]
- P362: 脱掉沾染的衣服。 [由IV ATP修改]
- P363: 沾染的衣服清洗后方可重新使用。[由IV ATP修改]
- P364: 并在重新使用前清洗。[由IV ATP增加]
- P370: 火灾时：
- P371: 在发生大火和大量泄漏的情况下：
- P372: 火灾时可能爆炸。
- P373: 火烧到爆炸物时切勿救火。
- P374: 采取正常防范措施从适当距离救火。
- P375: 因有爆炸危险，须远距离救火。
- P376: 如能保证安全，可设法堵塞泄漏。
- P377: 漏气着火：切勿灭火，除非漏气能够安全地制止。
- P378: 使用……灭火。
- P380: 撤离现场。
- P381: 除去一切点火源，如果这么做没有危险。
- P391: 收集溢出物。
- P301+310: 如误吞咽：立即呼叫解毒中心/医生/……[由IV ATP修改]
- P301+312: 如误吞咽：如感觉不适，解毒中心/医生/…… [由IV ATP修改]
- P301+330+331: 如误吞咽：漱口，不要诱导呕吐。
- P302+334: 如皮肤沾染：浸入冷水中/用湿绷带包扎。
- P302+350: [由IV ATP删除]
- P302+352: 如皮肤沾染：用大量水/……清洗 [由IV ATP修改]
- P303+361+353: 如皮肤(或头发)沾染：立即脱掉所有沾染的衣服，用水清洗皮肤/淋浴 。[由IV ATP修改]
- P304+312: 如误吸入：如感觉不适，呼叫解毒中心/医生/……
- P304+340: 如误吸入：将伤者转移到空气新鲜处，使其保持呼吸舒适的姿势。 [由IV ATP修改]
- P304+341: [由IV ATP删除]
- P305+351+338: 如进入眼睛：用水小心冲洗几分钟。如戴隐形眼镜并可方便地取出，取出隐形眼镜再继续冲洗。
- P306+360: 如沾染衣服：立即用大量清水冲洗沾染的衣服和皮肤，然后脱掉衣服。
- P307+311: [由IV ATP删除]
- P308+311: 如接触到或有疑虑： 呼叫解毒中心/医生/…… [由IV ATP增加]
- P308+313: 如接触到或有疑虑：求医/就诊。
- P309+311: [由IV ATP删除]
- P332+313: 如发生皮肤刺激：求医/就诊。
- P333+313: 如发生皮肤刺激或皮疹：求医/就诊。
- P335+334: 掸掉皮肤上的细小颗粒。浸入冷水中/用湿绷带包扎。
- P337+313: 如仍觉眼刺激：求医/就诊。
- P342+311: 如有呼吸系统病症：呼叫解毒中心/医生/…… [由IV ATP修改]
- P361+364: 立即脱掉所有沾染的衣服并在重新使用前清洗。[由IV ATP增加]
- P362+364: 脱掉沾染的衣服并在重新使用前清洗。[由IV ATP增加]
- P370+376: 火灾时：如能保证安全，可设法堵塞泄漏。
- P370+378: 火灾时：使用……灭火 。[由IV ATP增加]
- P370+380: 火灾时：撤离现场。
- P370+380+375: 火灾时：撤离现场。因有爆炸危险，须远距离救火。
- P371+380+375: 在发生大火和大量泄漏的情况下：撤离现场。因有爆炸危险，须远距离救火。

## 存储防范说明
- P401 ：贮存……
- P402 ：存放于干燥处。
- P403 ：存放在通风良好的地方。
- P404 ：存放于密闭的容器中。
- P405 ：存放处须加锁。
- P406 ：贮存于抗腐蚀/……带抗腐蚀衬里的容器中。
- P407 ：垛/托盘之间应留有空隙。
- P410 ：防止阳光照射。
- P411 ：贮存温度不超过……℃/……℉。
- P412 ：不可暴露在超过50℃/122℉的温度下。
- P413 ：贮存散货质量大于……千克/……磅，温度不超过……℃/……℉。
- P420 ：远离其他材料存放。
- P422 ：内装物存放于……
- P402+404 ：存放于干燥处、密闭的容器中。
- P403+233 ：存放在通风良好的地方，保持容器密闭。
- P403+235 ：存放在通风良好的地方，保持低温。
- P410+403 ：防止阳光照射，存放在通风良好的地方。
- P410+412 ：防止阳光照射，不可暴露在超过50℃/122℉的温度下。
- P411+235 ：贮存温度不超过……℃/……℉，保持低温。

## 处置防范说明
- P501 ：处置内装物/容器…… [ ......符合当地/地区/国家/国际法规 （ 待指定 ）]。
- P502 ：有关回收/再循环的信息，请参阅制造商/供应商。